# Convocações para o Campeonato Europeu de Futebol de 2024
Esta página apresenta os jogadores convocados para o Campeonato Europeu de Futebol de 2024, que acontecerá na Alemanha entre os dias 14 de junho a 14 de julho de 2024. As 24 seleções envolvidas no torneio foram obrigadas a registrar um elenco de até 26 jogadores - dos quais três devem ser goleiros - até 7 de junho de 2024, 23:59 CEST (UTC + 2) Apenas os jogadores dessas equipes podem participar do torneio.
Inicialmente, 23 atletas seriam convocados, mas o Comitê Executivo da UEFA aumentou o número em maio de 2024.

## Grupo A

### Alemanha
Treinador: Julian Nagelsmann
A Alemanha anunciou sua lista final de convocados em 7 de junho de 2024. Em 12 de junho, Aleksandar Pavlović foi cortado por lesão e substituído por Emre Can.

### Escócia
Treinador: Steve Clarke
A Escócia anunciou sua lista final de convocados em 7 de junho de 2024.

### Hungria
Treinador:  Marco Rossi
A Hungria anunciou a lista de convocados em 14 de maio de 2024.

### Suíça
Treinador: Murat Yakin
A Suíça anunciou sua convocação definitiva em 7 de junho de 2024.

## Grupo B

### Albânia
Treinador:  Sylvinho
A Albânia anunciou sua convocação final em 8 de junho de 2024.

### Croácia
Treinador: Zlatko Dalić
A Croácia anunciou sua seleção final em 20 de maio de 2024.

### Espanha
Treinador: Luis de la Fuente
A Espanha anunciou a lista de convocados em 7 de junho de 2024.

### Itália
Treinador: Luciano Spalletti
A Itália anunciou a convocação definitiva em 6 de junho de 2024.

## Grupo C

### Dinamarca
Treinador: Kasper Hjulmand
A Dinamarca anunciou sua seleção final em 30 de maio de 2024.

### Eslovênia
Treinador: Matjaž Kek
A Eslovênia anunciou a lista de convocados em 7 de junho de 2024.

### Inglaterra
Treinador: Gareth Southgate
A Inglaterra anunciou a convocação final em 6 de junho de 2024.

### Sérvia
Treinador: Dragan Stojković
A Sérvia anunciou sua lista de convocados definitiva em 27 de maio de 2024.

## Grupo D

### Áustria
Treinador:  Ralf Rangnick
A Áustria anunciou a convocação final em 7 de junho de 2024.

### França
Treinador: Didier Deschamps
A França anunciou sua seleção final em 16 de maio de 2024, optando por 25 jogadores.

### Países Baixos
Treinador: Ronald Koeman
Os Países Baixos anunciaram a convocação definitiva em 29 de maio de 2024. Lesionados, Frenkie de Jong e Teun Koopmeiners foram substituídos, respectivamente, por Ian Maatsen e Joshua Zirkzee.

### Polônia
Treinador: Michał Probierz
A Polônia anunciou sua seleção final em 7 de junho de 2024.

## Grupo E

### Bélgica
Treinador:  Domenico Tedesco
A Bélgica anunciou sua seleção final com 25 jogadores em 28 de maio de 2024.

### Eslováquia
Treinador:  Francesco Calzona
A Eslováquia anunciou sua convocação definitiva em 7 de junho de 2024.

### Romênia
Treinador: Edward Iordănescu
A Romênia anunciou sua convocação definitiva em 7 de junho de 2024.

### Ucrânia
Treinador: Serhiy Rebrov
A Ucrânia anunciou a lista definitiva de convocados em 16 de maio de 2024.

## Grupo F

### Geórgia
Treinador:  Willy Sagnol
A Geórgia anunciou sua seleção final em 22 de maio de 2024. 2 dias depois, Jaba Kankava decidiu se retirar das convocações, e sua vaga foi herdada por Gabriel Sigua.

### Portugal
Treinador:  Roberto Martínez
Portugal anunciou sua seleção final em 21 de maio de 2024. Em 3 de junho, Otávio foi cortado por lesão e foi substituído por Matheus Nunes.

### República Checa
Treinador: Ivan Hašek
A República Tcheca anunciou sua equipe definitiva em 28 de maio de 2024. Em 9 de junho, Michal Sadílek foi cortado após sofrer um acidente de bicicleta, sendo substituído por Petr Ševčík..

### Turquia
Treinador:  Vincenzo Montella
A Turquia anunciou sua convocação final foi anunciada em 7 de junho de 2024.

## Estatísticas

### Por idade

#### Jogadores de linha
- Mais velho:  Pepe ( 41 anos e 109 dias )
- Mais jovem:  Lamine Yamal ( 16 anos e 337 dias )

#### Goleiros
- Mais velho:  Giorgi Loria ( 38 anos e 139 dias )
- Mais jovem:  Bart Verbruggen ( 21 anos e 301 dias )

#### Capitães
- Mais velho:  Cristiano Ronaldo ( 39 anos e 130 dias )
- Mais jovem:  Dominik Szoboszlai ( 23 anos e 233 dias )

### =Treinadores
- Mais velho:  Ralf Rangnick ( 65 anos e 351 dias )
- Mais jovem:  Julian Nagelsmann ( 36 anos e 327 dias )

## Links
- «Página oficial»